# Horário da Europa Central
| roxa          | Horário dos Açores / Horário de Verão dos Açores (UTC-1 / UTC±0)                    |
| Azul claro    | Horário da Europa Ocidental (UTC±0)                                                 |
| Azul          | Horário da Europa Ocidental / Horário de Verão da Europa Ocidental (UTC±0 / UTC+1). |
| Vermelho      | Horário da Europa Central / Horário de Verão da Europa Central (UTC+1 / UTC+2).     |
| Amarelo claro | Horário de Kaliningrado (UTC+2).                                                    |
| Amarelo       | Horário do Leste Europeu / Horário de Verão do Leste Europeu (UTC+2 / UTC+3).       |
| Verde claro   | Horário da Turquia, Horário de Moscovo (UTC+3).                                     |

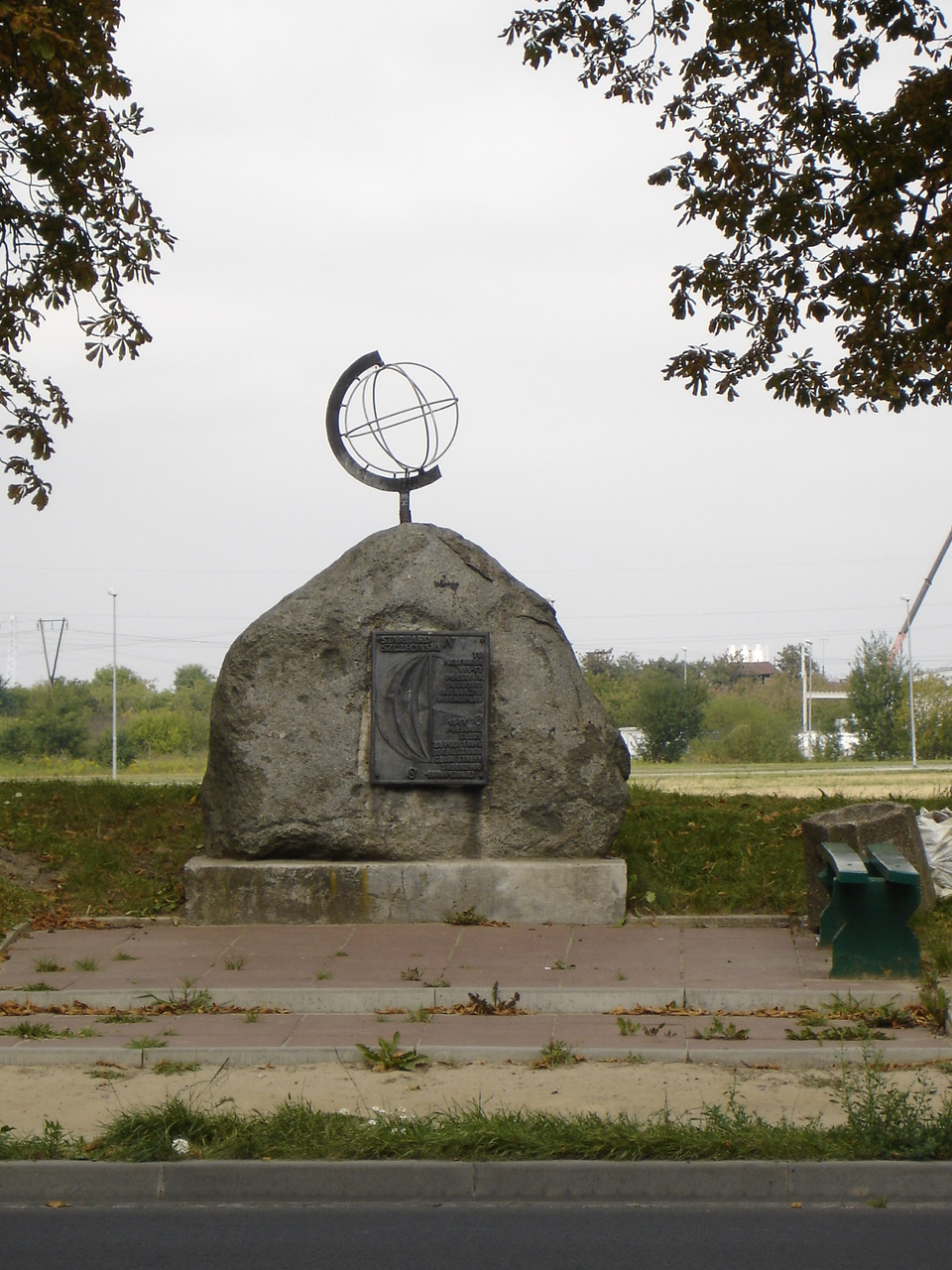
Monumento "15. Meridiano", Stargard, Polónia

A Hora da Europa Central (em inglês: Central European Time, CET; em alemão: Mitteleuropäische Zeit, MEZ) equivale ao horário do Tempo Universal Coordenado mais uma hora (UTC+1). 
É usada pelos seguintes países:
- Albânia*
- Alemanha*
- Andorra*
- Áustria*
- Bélgica*
- Bósnia e Herzegovina*
- Croácia*
- Chéquia*
- Dinamarca*
- Eslováquia*
- Eslovênia*
- Espanha*
- França*
- Gibraltar*
- Hungria*
- Itália*
- Liechtenstein*
- Luxemburgo*
- Macedônia do Norte*
- Malta*
- Mónaco*
- Noruega*
- Países Baixos*
- Polónia*
- San Marino*
- Sérvia*
- Svalbard e Jan Mayen*
- Suécia*
- Suíça *
- Vaticano*